# 甲斐庄正房
甲斐庄 正房 （かいのしょう まさふさ）は、安土桃山時代から江戸時代前期にかけての武将。江戸幕府の旗本。旗本甲斐庄氏2代目。

## 生涯
永禄7年（1564年）、甲斐庄正治の子として誕生。通称は喜右衛門（7代正壽まで同名を名乗る）。
父とともに徳川家康に仕え、小田原征伐に従軍し、関東で封地300石を給い、慶長4年（1599年）に父が没し封地合わせて600石を領する。
関ヶ原の戦いに従軍ののちに大番組頭となる。大坂の陣両陣に従軍し、河内国の地理に詳しいことから道案内をつとめたたり、事前に野武士の大坂城入城を阻止したりした。特に夏の陣では、水野勝成隊に属して戦功をあげ、関東より甲斐庄氏の出自の地の河内国錦部郡2000石と半ば放棄されていた烏帽子形城を賜い（後に烏帽子形城は廃城）、旧知600石は収公される。
元和3年（1617年）に四天王寺の造営奉行を務める。また、烏帽子形城の東にある烏帽子形八幡神社が荒廃していたのを嘆き、四天王寺修築の余材で改修したとされ、元和8年（1622年）8月に竣工した。
天領13000石を預かった時期もあった。
寛永7年（1630年）、死去。